# Kevin Pritchard
Pour les articles homonymes, voir Pritchard.
Kevin Lee Pritchard, né le 18 juillet 1967 à Bloomington dans l'Indiana, est un joueur américain de basket-ball.
Il est l'actuel manager général des Pacers de l'Indiana.